# Tous les jardins du monde
Tous les jardins du monde est une monographie illustrée sur les jardins et l'histoire culturelle du jardinage, écrite par la paysagiste franco-néerlandaise Gabrielle van Zuylen, et parue chez Gallimard en 1994. Cet ouvrage est le 207e titre dans la collection « Découvertes Gallimard ».

## Résumé
L'ouvrage traite de l'histoire des jardins occidentaux de manière professionnelle, de l'Antiquité à nos jours.
Dans un sens à la recherche du paradis perdu, l'autrice retrace ici l'histoire des jardins depuis la Genèse. L'histoire des jardins est aussi vieille que celle du monde puisque c'est Dieu, dit-on, qui eut l'idée de créer le premier « espace vert » sur cette terre encore aride où il n'y avait ni buissons ni herbe, et y plaça l'homme qu'il avait formé. Après la perte du paradis, l'homme n'a cessé depuis d'essayer de le recréer artificiellement. Philosophique, religieux, humaniste, voire licencieux, le jardin a eu aussi, dans son histoire, un destin politique.
D'autre part, explique l'autrice, le jardin est pour le plaisir esthétique, purement artistique, en correspondant à l'état de création d'un tableau. Un lieu uniquement pour l'art et le plaisir,.

## Entretien
Un entretien entre Van Zuylen et les Éditions Gallimard a eu lieu à l'occasion de la parution de Tous les jardins du monde.

## Accueil
Le site Babelio confère au livre une note moyenne de 3,76 sur 5, sur la base de 19 notes. Sur le site Goodreads, l'édition britannique obtient une moyenne de 4,14/5 basée sur 7 notes, et l'édition américaine 3,33/5 basée sur 3 notes, indiquant des « avis généralement positifs ».
Dans la revue L'Œil, un auteur anonyme trouve l'ouvrage « passionnant ».

## Éditions internationales
| Titre                                            | Traduction littérale                                        | Langue               | Pays         | Collection (numéro dans la collection) | Éditeur                             | Traducteur        | Année de première parution | ISBN                 |
| ------------------------------------------------ | ----------------------------------------------------------- | -------------------- | ------------ | -------------------------------------- | ----------------------------------- | ----------------- | -------------------------- | -------------------- |
| Tous les jardins du monde                        | –                                                           | Français de France   | France       | Découvertes Gallimard (no 207)         | Éditions Gallimard                  | –                 | 1994                       | (ISBN 9782070532414) |
| The Garden: Visions of Paradise                  | « Le Jardin : visions du paradis »                          | Anglais britannique  | Royaume-Uni  | New Horizons (sans numéro)             | Thames & Hudson                     | I. Mark Paris     | 1995                       | (ISBN 9780500300558) |
| Paradise on Earth: The Gardens of Western Europe | « Paradis sur Terre : les jardins de l'Europe occidentale » | Anglais américain    | États-Unis   | Abrams Discoveries (sans numéro)       | Harry N. Abrams                     | I. Mark Paris     | 1995                       | (ISBN 9780810928510) |
| Il giardino: paradiso del mondo                  | « Le Jardin : paradis du monde »                            | Italien              | Italie       | Universale Electa/Gallimard (no 62)    | Electa/Gallimard                    | Beatrice Falaschi | 1995                       | (ISBN 9788844500719) |
| Dünyanın Tüm Park ve Bahçeleri                   | « Tous les parcs et jardins du monde »                      | Turc                 | Turquie      | Genel Kültür Dizisi (sans numéro)      | Yapı Kredi Yayınları                | Elif Gökteke      | 2015                       | (ISBN 9789750834509) |
| Все сады мира                                    | « Tous les jardins du monde »                               | Russe                | Russie       | Открытие (sans numéro)                 | AST (en)                            | M. Karelina       | 2002                       | (ISBN 9785170108749) |
| ヨーロッパ庭園物語                               | « L'Histoire du jardin européen »                           | Japonais             | Japon        | 知の再発見 (no 83)                     | Sōgensha (ja)                       | Yuki Watanabe     | 1999                       | (ISBN 9784422211435) |
| 世界花園                                         | « Les Jardins du monde »                                    | Chinois traditionnel | Taïwan       | 發現之旅 (no 48)                       | China Times Publishing (zh)         | Shi You           | 1998                       | (ISBN 9789571327143) |
| 世界花园：人间的伊甸园                           | « Les Jardins du monde : jardin d'Éden sur Terre »          | Chinois simplifié    | Chine        | 发现之旅 (no 48)                       | Shanghai Bookstore Publishing House | Shi You           | 2001                       | (ISBN 9787806227497) |
| 세계의 정원: 작은 에덴 동산                      | « Les Jardins du monde : petit jardin d'Éden »              | Coréen               | Corée du Sud | 시공 디스커버리 (no 43)                | Sigongsa (en)                       | Ji-hyun Byun      | 1997                       | (ISBN 9788972594871) |